# Rajmund Likić
Rajmund Likić zvani "Kićo" (Vareš, 1943. – Sarajevo, 20. ožujka 2015.) je bosanskohercegovački glazbenik, klarinetist, član Sarajevske filharmonije i glazbeni pedagog.
Bio je svestran glazbenik, koji je prošao kroz sve glazbene stilove i žanrove. Bio je sposoban spojiti različita iskustva i pretoči ih u vlastiti izraz, daleko nadilazivši svoje suvremenike tadašnje sarajevske glazbene pozornice.

## Životopisi
Rođen je u Varešu u glazbeničkoj obitelji. Otac Jakov i brat svirali su u orkestru limene glazbe Prvi maj, što je imponiralo mladom Rajmundu. Vježbao je sviranje u sedmom razredu osnovne škole koju je pohađao u Varešu. Učitelj mu je odredio trubu, no Likić je htio svirati klarinet, koji je na kraju i učio. Vježbao je po sluhu i već sljedeće godine svirao je u orkestru KUD-a Jedinstvo po igrankama. Svirao je i na pozornici onda kultnog Radničkog doma, iz kojeg je potekao i Boro Stjepanović. Publika je s oduševljenjem slušala kako je Likić svirao evergreen i megahit iz 1960-ih Mali cvijet jazz klarinetista Bennyja Goodmana.
Likić je bio odličan u matematici i fizici u školi i imao je sve predispozicije za laki upis u srednju tehničku školu i stipendiju. U onodobnom Varešu bio je među tri najbolja učenika iz tih predmeta. No, Rajmund je htio u vojnu glazbenu školu i stipendiju za to. Potonje je otpadalo jer je država stimulirala samo ratnu siročad kojima je davala prednost. Likić je imao ambiciju biti profesor glazbenog. Nije odustajao, premda su ga bližnji razuvjeravali, no mati ga je jasno poduprijela. Na kraju se dogodilo da ga je pomogao jedan od najvećih onodobnih autoriteta u Varešu Vinko Lekki. Čim je čuo za njegov slučaj, osobno se pobrinuo da Likić dobije stipendiju. Sam je otputovao u Sarajevo i upisao Srednju glazbenu školu.
Prepreke Likićevim ambicijama nisu prestale ni ondje. Premda je htio svirati klarinet, u školi su mu rekli da nemaju klarinet te su mu nudili svirati flautu, obou i dr., jer im je trebalo tih glazbenika, a ne klarinetista. Na kraju je Likić pošao po svoj klarinet. Bio je izvrstan učenik, tako da su mu omogućili izvanredno položiti jedan razred te je školu završio za pet umjesto za programskih šest godina.
Kao srednjoškolac i student u Sarajevu svirao je u sarajevskom KUD-u "Slobodan Princip Seljo" s kojim je proputovao cijelu Europu više puta. Svirao je u narodnom i plesnom orkestru.
Nakon srednje, odlučio je upisati Muzičku akademiju. Prepreke za studij ovog su puta došle iz općine. Premda izvrsna uspjeha, općina Vareš nije mu htjela odobriti stipendiju za daljnje školovanje, jer su htjeli da Likić predaje nastavu u školi jer im je manjkalo osoblja. Likića to nije zadovoljavalo. Zaključio je da svako zadržavanje u Varešu dovodi u pitanje kad će i hoće li uopće ikad poći na studiranje glazbe. Odbio je posao u Varešu i odlučio je upisati studij pa kako bude. Trebalo je steći novac. Postupno ga je prikupljao tezgarenjem, nastupima i uspio je prikupiti koliko mi je potrebno za upis. I kad je krenulo, krenulo je. Na prvoj godini studija na svirci za doček Nove godine dobio je na lutriji te večeri novca kojeg je bilo za nekoliko stipendija, a k tome mu je u isto vrijeme općina ga obavijestila da mu je odobrila stipendiju i još mu retroaktivno uplatila stipendije od početka. Diplomirao je na njoj 1967. na svom omiljenom glazbalu klarinetu. Na klarinetu je magistrirao nešto poslije. Svirao na koncertima i festivalima u zemlji i inozemstvu (po svoj Europi, azijskim dijelovima nekadašnjeg SSSR-a, u SAD-u i na Kubi)
Ostvario je glazbenu suradnju s Josipom Magdićem. 1972. je zajedno s njime osnovao ansambl suvremene glazbe MOMUS (MOderna MUzika Sarajevo), a Likić je također djelovao u još jednom Magdićevom ansamblu suvremene glazbe Masmantra, koji je Magdić utemeljio 1977. a koji je djelovao u uskoj svezi s elektroakustičkom radionicom (EAR).
Filharmonija mu nije ni bila jedan od snova. Namjeravao je održavati solističke koncerte i predavati kao profesor. Prije Filharmonija u Sarajevu nije postojala kao profesionalni orkestar, nego su je formirali profesori sarajevske Muzičke akademije tijekom ratu, kad je BiH postala samostalna država. Kad mu se ta želja o profesorskom mjestu ostvarila ostvarila, misao vodilja mu je bila odgajati druge svirati, a ne uzimati im mjesto. 
Tako je bio član Sarajevske filharmonije, jedan od trojice Varešana (Likić, Željko Sertić i Rafo Dužnović kojem je bio razrednik) među 30 filharmonista. Poslije nije htio biti stalnim članom u Filharmoniji, jer to nije htio, nego je uskakao kad je morao netkoga zamijeniti.
Kad je počeo rat, mislio je kao i svi glazbenici s Akademije da će puškaranje potrajati koji mjesec, a na civilizacijski krah grada nitko nije ni pomišljao. Dok su telefonske veze još bile, pozivali su ga u druge sredine. Kad su se srpski napadi na Sarajevo zaredali, rat se zahuktao, krenula višegodišnja opsada, Likić zbog prkosa nije napustio grad, premda je imao mogućnost odlaska. Nastavio je požrtvovno održavati nastavu na Akademiji. Da njegovi studenti ne bi izlagali svoje živote opasnostima, išao je od stana do stana svojih učenika da se ne bi oni izlagali opasnosti za vrijeme granatiranja. Podučavao ih je jer "ako im pored ostalog belaja ja ne dođem po dogovoru i ne priuštim sat nečeg normalnog kao što je muzika, šta im je ostalo od života? To je jednostavno bila moja filozofija: podučavati i živjeti za muziku". Tijekom rata održavao je i besplatne koncerte po Sarajevu, i u razorenim crkvicama, radi podrške izložbama i održavanja nekakvog kulturnog života u gradu.
Uz rat je svirao i u Vojnom orkestru u kojem je primao nekakve bonove za plaću. Likiću i kolegama bilo je najvažnije ne dopustiti da stane Akademija, a onda su učinili i taj iskorak te formirali Filharmoniju. Sve su birokratske procedure riješili, projekt je krenuo, a jedina sredstva koja su imali bila su glazbala koja su imali. Likić je kazao da je i u tome bio vid otpora. Kad je jednom prigodom za rata bio organiziran koncert za Sarajevsku filharmoniju u inozemstvu, koncert je održan u emotivnoj atmosferi, no u povratku se ipak dogodilo da su mnogi ostali, što u Italiji, što u Hrvatskoj te je tako osiromašilo orkestar, ali Likić se vratio, preživio rat, a i Filharmonija koja je cijeli rat i još neko vrijeme poslije funkcionirala bez pokrovitelja.
I nakon odlaska u mirovinu, i dalje je Likić bio aktivan na Muzičkoj akademiji u Sarajevu, kao i u glazbenom životu uopće. Povremeno je svraćao u rodni Vareš i odsvirao "kad god treba i štogod treba". Premda to nije bio onaj onaj nekadašnji Vareš i što se time nije oduživao onim ljudima koji su mu pomogli, Likić se držao svoje maksime "poenta je u tome da ja pomognem onome kome ja mogu".
Umro je 20. ožujka 2015. u Sarajevu. Na komemoraciji u povodu Likićeve smrti, profesor sarajevske Muzičke akademije Faruk Sijarića, sin poznatog književnika Ćamil Sijarića, u govoru je istaknuo: "U povijesti akademije katedra za klarinet se može podijeliti na dva perioda – do profesora Likića i od profesora Likića. Njegovim dolaskom na akademiju odsjek za klarinet je doživio pravu renesansu i veliki procvat. Svojim osebujnim stilom, plemenito toplim tonom, rafiniranom frazom i agogikom te tehnički bravuroznom virtuoznošću, animirao je i studente i kolege." Likić je pokopan na gradskom groblju Bare u Sarajevu. Na groblje je ispraćen zvucima korpusa limenih puhača Sarajevske filharmonije.
U listu Bobovac (170-176) izašao je podlistak o Likićevoj obitelji u kojoj su svi bili glazbenici i u kojoj je mladež nastavila obiteljsku tradiciju.
Dobio je brojna priznanja među kojima u ono doba veoma značajne Zlatne značke muzičke omladine Jugoslavije. Bio je član žirija na prestižnim međunarodnim natjecanjima.